# 中部台语支
中部台语支，或稱台語中支、是一個傳統的語言分類，大致包括壮语的南部分支，主要在中国广西和越南境内分布, 包含南部壯語方言以及越南北部的岱依語與儂語。
中部台语支與北部台語支一個不同點是送氣與不送氣聲母的對立，北部台語基本上沒有這項對立 (Li 1977)。西南部台語支語言也有相同的送氣對立。
张高峰（Pittayaporn 2009）已證僞中部台语支的語言學地位，發現其乃多系群。但是，排除邕南壯語（含高欄語）以及左江壯語寧明土語的核心中支構成並系群，核心中支壯傣語與單系群西南部台語支共同構成單系群。

## 分類系譜
William Gedney 認為中部台語支與西南部台語支的關係較密切，而與北部台語支較為疏遠；奧德里庫爾則持相反意見，認為中部台語支與北部台語支之間的關係較緊密。張高峰 (Pittayaporn 2009) 初步的系譜樹則顯示，中部台語支應為多系群，而非單系群。
一些主要分布於中部台語支區域的語言，如越南北部的高欄語和安儂語（Nùng An）也帶有一些北部台語支的語言特色。這些語言可能不是純粹的中部或北部台語，而是混合語。艾杰瑞（Jerold A. Edmondson）將高欄語稱為一種「第三物」（tertium quid）。
艾杰瑞 (Edmondson 2014) 的計算機系譜分析則顯示岱依語及儂語分屬中部台語支之下的一群連貫分支。
- 核心中部台語：Nung Chau、凭祥壯語、雷平壯語、寧明壯語
- 岱依語：保樂岱依語（Tày Bảo Lạc）、重慶岱依語（Tày Trùng Khánh）、高欄語
- 儂語：龍州儂語（Nung Chao）、萬承儂語（Nùng Phạn Slinh）、英儂語（Nung Inh）、西部儂語（Nong Zhuang)）、 佒儂語（Nung Yang，Yang Zhuang）、安儂語（Nung An）

## 語言
許多中部台語支語言常被稱為「儂語」或「岱依語」。

### 中國
- 邕南壯語
- 左江壯語（龍州壯語、寧明壯語、憑祥壯語）
- 德靖壯語（佒壯語）
- 硯廣壯語（儂壯語）
- 文麻壯語（岱壯語）
- 民講

### 越南
- 儂語
  - 萬承儂語（Nùng Phạn Slinh）
  - 龍州儂語（Nùng Cháo）
  - 英儂語（Nùng Inh）
  - 安儂語（Nùng An）
  - 江儂語（Nùng Giang）
  - 西部儂語/儂壯語（Nùng Dín）
- 岱依語
  - 保樂岱依語（Tày Bảo Lạc）
  - 重慶岱依語（Tày Trùng Khánh）